# Мейбомиевы железы

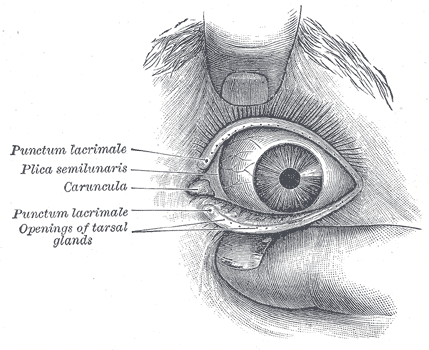
Указание на железы в «Анатомии Грея»

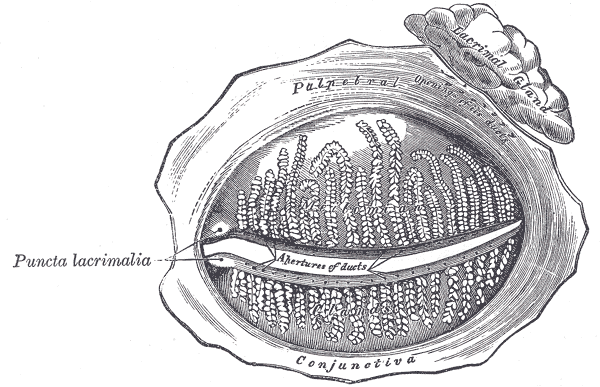
Мейбомиевы железы. Вид со стороны внутренней поверхности век

Мейбомиевы железы (лат. glandulae tarsales) — железы, названные в честь врача и профессора Генриха Мейбома, открывшего их. Являются видоизменёнными сальными железами и открываются на краях век. Существуют у большинства млекопитающих животных (за исключением однопроходных и водных), включая человека. Возникли в качестве замены третьего века рептилий и амфибий.
Каждая из желез состоит из множества альвеол, выделяющих секрет в общий выводной проток. Секрет имеет жировую природу и смазывает края век, предохраняя их от смачивания и мацерации слёзной жидкостью и участвует в образовании слёзной жидкости, предотвращая испарение водного слоя и высыхание глаза. В верхнем веке человека есть 30—40 таких желез, в нижнем — 20—30. Секрет называется meibum (термин введён в 1981 году). У людей в этих выделениях обнаружено около 90 белков. Во время сна в связи с ослабленной регуляцией работы желез они секретируют повышенное количество веществ, что приводит к образованию восковых скоплений этих веществ в медиальном краю глаза.
Существует болезнь, мейбомиевый блефарит (B. meibomiana), обусловленная гиперсекрецией желез хряща века с недостаточностью выведения секрета. Хроническое воспаление вокруг мейбомиевой железы называется халязион.